# Camponotus wytsmani
Camponotus wytsmani är en myrart som beskrevs av Carlo Emery 1920. Camponotus wytsmani ingår i släktet hästmyror, och familjen myror. Inga underarter finns listade.